# Dal (účetnictví)
Dal je v podvojném účetnictví pravá strana účtu.

## Jiné názvy
- Strana kreditní
- Strana věřitelská
- Ve prospěch

## Účtování
- počáteční účet rozvažný
  - aktiva – jde o zachování zásady podvojnosti s jednotlivými účty, které budou otevřeny; počáteční stavy aktiv jsou účtovány na stranu „má dáti“,
- aktivní účty
  - úbytky – pro zachování podvojnosti, viz rozvaha,
- pasivní účty
  - přírůstky – pro zachování podvojnosti, viz rozvaha,
- výnosové účty – zachování účetní zásady podvojnosti; v případě výnosu je finanční částka pohledávky účtována na stranu „má dáti“ aktivního účtu.